# موسته (شهرستان پوتسک، استان پومرانی)
موسته (به لاتین: Mosty) یک روستا در لهستان است که در گمینا کوساکووو واقع شده‌است. موسته ۱٬۸۳۰ نفر جمعیت دارد.